# Yuliya Shvayger
Yuliya Shvayger (en ukrainien :  Юлия Швайгер : Youliïa Chvaïguer), aussi Yuliya Naiditsch est une joueuse d'échecs israélienne d'origine ukrainienne née le 26 octobre 1994 à Vinnytsia. Elle représente la fédération israélienne depuis 2012 et est mariée au grand maître international Arkadij Naiditsch depuis 2014. Elle a le titre de Maître international (titre mixte) depuis 2017, 
Au 1er juin 2017, elle est la première joueuse israélienne et la 42e joueuse mondiale avec un classement Elo de 2 434 points.

## Compétitions par équipe
Yuliya Shvayger a représenté Israël lors de trois olympiades féminines de 2012 à 2016 (elle jouait au premier échiquier en 2016 et son équipe finit neuvième du tournoi féminin) et des championnats d'Europe par équipe féminine de 2013, remportant la médaille de bronze individuelle au quatrième échiquier.